# Яцино-Окари
Яцино-Окари (укр. Яцине-Окарі) — село,
Кирилло-Анновский сельский совет,
Зеньковский район,
Полтавская область,
Украина.
Код КОАТУУ — 5321382710. Население по переписи 2001 года составляло 33 человека.

## Географическое положение
Село Яцино-Окари находится на одном из истоков реки Мужева-Долина,
выше по течению на расстоянии в 0,5 км расположены сёла Романы и Макухи,
ниже по течению на расстоянии в 1 км расположено село Дамаска.

## История
После 1912 года присоеденен хутор Сени
Село указано на специальной карте Западной части России Шуберта 1826-1840 годов